# Typostola barbata
Typostola barbata är en spindelart som först beskrevs av Ludwig Carl Christian Koch 1875.  Typostola barbata ingår i släktet Typostola och familjen jättekrabbspindlar.
Artens utbredningsområde är Queensland. Inga underarter finns listade i Catalogue of Life.